# Equipe irlandesa na Copa Davis
A equipe irlandesa na Copa Davis representa a Irlanda na Copa Davis, principal competição de tênis masculina por equipes do mundo. É administrada pela Tennis Ireland.
Até 1912, fazia parte da equipe das Ilhas Britânicas. Foi ter um time independente somente em 1923.